# Кики (футболистка)
Швенде́ски Маселю́с Жо́зеф (англ. Shwendesky Macélus Joseph; род. 18 ноября 1997, Дельмас, Западный департамент), более известная под псевдонимом Ки́ки — гаитянская футболистка, нападающая российского клуба «Зенит» и сборной Гаити.

## Карьера
Родилась в городе Дельмас недалеко от Порт-о-Пренса (Гаити).
В 2017 году сыграла несколько матчей за женскую футбольную команду «Valentina» в чемпионате Гаити. В том же году переехала в Россию. С 2017 по 2022 год училась в городе Орёл в Архитектурно-строительном институте ОГУ имени Тургенева, где играла в единственной команде Орловской области, выступающей в профессиональном турнире  — «ОрёлГУ-КПРФ». В сезоне 2021 сыграла в 20 матчах высшей лиги мини-футбола и Кубка женской лиги, в которых забила 11 голов. Также весной 2021 года в составе «ОрёлГУ-КПРФ» участвовала в розыгрыше Кубка России 2021, где 29 мая забила единственный гол в ворота «Ростова».
В феврале 2022 года подписала профессиональный контракт с «Рубином». В составе казанской команды провела 15 матчей, забив 7 голов (до конца сезона 2024  являлась лучшим бомбардиром в истории «Рубина»).
В августе 2022 перешла в «Зенит», где стала чемпионкой России 2022, 2023 и 2024 годов.
В составе сборной Гаити участвовала в чемпионате мира по футболу среди женщин 2023. Принимала участие в отборочных играх к первому розыгрышу Золотого Кубка КОНКАКАФ среди женщин 2024.

## Личная жизнь
Псевдоним «Кики» взяла по совету подруги.
Имеет красный диплом по специальности «Инженер-строитель автодорог и аэродромов».
В декабре 2023 года вышла замуж в Санкт-Петербурге.